# Téboulba
Téboulba (in arabo طبلبة‎?) è una città della Tunisia.
La città è situata a 25 km da Monastir, all'estremità meridionale del golfo di Hammamet, nella regione del Sahel. È parte del governatorato amministrativo di Monastir, ed è il capoluogo della delegazione con lo stesso nome, con una popolazione di 37 485 persone.
Ha dato i natali al musicista tunisino Dhafer Youssef.